# Liste der Lokomotiven und Triebwagen der BDŽ
In dieser Liste sind die Lokomotiven und Triebwagen der Bulgarischen Staatsbahn BDŽ zusammengestellt.

## Dampflokomotiven

### Schnellzuglokomotiven
| Bahnnrn.    | Gattung  | Bahnnrn. | Gattung     | Anzahl | Baujahr(e) | Bauart   | Bemerkungen                                                                                          | Bild |
| von 1908    | von 1908 | von 1936 | von 1936    | Anzahl | Baujahr(e) | Bauart   | Bemerkungen                                                                                          | Bild |
| ----------- | -------- | -------- | ----------- | ------ | ---------- | -------- | --- | ---- |
| 1–8         | S 3/5 c  | 08.01–06 | Б 2-3-014   | 8      | 1897–1904  | 2’C n4v  | wie Prototyp bayer. C V                                                                              |      |
| 9–20        | S 3/5 c  | 08.07–17 | Б 2-3-014   | 12     | 1905–1908  | 2’C n4v  | wie bayer. P 3/5 N                                                                                   |      |
| 21          | S 3/6 v  | 09.01    | Б 2-3-116   | 1      | 1912       | 2’C1’ h4 | erste Heißdampflok der BDŽ, geliefert von Cockerill; 1933 rekonstruiert                              |      |
| 8.002–8.014 | S 4/6 z  | 01.01–23 | Б 1-4-117   | 23     | 1930–1935  | 1’D1’ h2 | bulgarische Einheitslok                                                                              |      |
|             |          | 02.01–05 | Б 1-4-117   | 5      | 1935–1938  | 1’D1’ h3 | bulgarische Einheitslok, Dreizylinder-Version der Baureihe 01                                        |      |
|             |          | 03.01–12 | Б 2-4-117   | 12     | 1941–1942  | 2’D1’ h3 | bulgarische Einheitslok                                                                              |      |
|             |          | 05.01–05 | Б 2-3-117,5 | 5      | 1941       | 2’C1’ h3 | bulgarische Einheitslok, bis 1942 mit 07.01–05 bezeichnet                                            |      |
|             |          | 07.01–29 |             | 29     | 1912–1922  | 1’C1’ h4 | mit dem von 1941 bis 1944 annektierten Mazedonien zeitweise übernommene Lokomotiven der JDŽ-Reihe 01 |      |

### Personenzuglokomotiven
| Bahnnrn.    | Gattung  | Bahnnrn.           | Gattung   | Anzahl | Baujahr(e) | Bauart    | Bemerkungen | Bild |
| von 1908    | von 1908 | von 1936           | von 1936  | Anzahl | Baujahr(e) | Bauart    | Bemerkungen | Bild |
| ----------- | -------- | ------------------ | --------- | ------ | ---------- | --------- | --- | ---- |
| 142–150     | P 3/3 z  |                    |           | 9      | 1868–1869  | C n2i     | ehem. 279–286 und 288; 1888 mit der Russe-Warna Bahn übernommen |      |
| 151–157     | P 3/3 z  |                    |           | 7      | 1887–1890  | C n2      | ehem. 21–27 (bis 1897: 1–5 und 64–65); geliefert von der Lokomotivfabrik der StEG |      |
| 101–106     | P 3/4 z  |                    |           | 6      | 1890       | 1’C n2    | ehem. 14–19 (bis 1905: 6–11); wie PO Reihe 85, geliefert von der Lokomotivfabrik der StEG |      |
| 171–178     | P 3/3 c  | 16.01–??           | П 0-3-014 | 8      | 1896–1897  | C n2v     | ehem. 28–35; ähnlich preuß. G 42 |      |
| 801–874     | P 4/5 c  | 17.01–73           | П 1-4-014 | 74     | 1912–1925  | 1’D n4v   | Universalloks |      |
| 8001        | P 4/6 c  | 18.01              | П 1-4-114 | (1)    | (1928)     | 1’D1’ h4v | umgebaut aus der durch Unfall beschädigten 801 |      |
| 901–970     | P 5/6 c  | 19.01–70           | П 1-5-014 | 70     | 1913–1918  | 1’E h4v   | Universalloks |      |
| 9.001–9.010 | P 5/6 z  | 10.01–16           | П 1-5-017 | 16     | 1931–1935  | 1’E h2    | bulgarische Einheitslok |      |
|             |          | 11.01–10, 11.16–22 | П 2-5-017 | 17     | 1941–1943  | 2’E h3    | bulgarische Einheitslok |      |
|             |          | 12.01–17           | П 1-5-018 | 17     | 1939–1940  | 1’E h2    | von der TCDD als Reihe 56.0 bestellt - 12.01–07 1940 ab Werk angekauft - 12.08–17 1941 der DR (58.28) abgekauft |      |
|             |          | 13.01–07           |           | 7      | 1930       | 1’E h3    | mit dem von 1941 bis 1944 annektierten Mazedonien zeitweise übernommene Lokomotiven der JDŽ-Reihe 30 |      |
|             |          | 15.01–22           |           | 22     | 1913–1922  | 1’C h2    | mit dem von 1941 bis 1944 annektierten Mazedonien zeitweise übernommene Lokomotiven der JDŽ-Reihe 20 |      |
|             |          | 13.01–42           | П 1-5-016 | 42     | 1919–1921  | 1’E h3    | ex DR-Baureihe 58; sowjetische Kriegsbeute, 1946 angekauft |      |
|             |          | 14.01–50           | П 1-5-015 | 50     | 1939–1942  | 1’E h2    | ex DR-Baureihe 50 - 14.01–30 1943 der DR abgekauft - 14.31–50 1958 der ČSD (555.1) abgekauft |      |
|             |          | 15.01–275          | П 1-5-015 | 275    | 1942–1944  | 1’E h2    | ex DR-Baureihe 52 - 15.01–85 sowjetische Kriegsbeute, 1946 angekauft - 15.86–105 1956 der DR abgekauft - 15.106–125 1958 der ČSD (555.0) abgekauft - 15.126–135 1959 von der DR gemietet, 1961 angekauft - 15.136–275 1961–1964 der SŽD (ТЭ) abgekauft |      |
|             |          | 16.01–33           | П 1-5-017 | 33     | 1947–1949  | 1’E h2    | wie DR-Baureihe 42; von der WLF auf Vorrat gebaut, 1952 angekauft |      |

### Güterzuglokomotiven
| Bahnnrn. | Gattung  | Bahnnrn. | Gattung     | Anzahl | Baujahr(e) | Bauart     | Bemerkungen                                                                                                   | Bild |
| von 1908 | von 1908 | von 1936 | von 1936    | Anzahl | Baujahr(e) | Bauart     | Bemerkungen                                                                                                   | Bild |
| -------- | -------- | -------- | ----------- | ------ | ---------- | ---------- | --- | ---- |
| 243–246  | G 4/4 z  |          |             | 4      | 1878       | D n2       | ehem. 1243–1246; baugleich StEG V, 1888 mit der Russe-Warna Bahn übernommen                                   |      |
| 201–207  | G 4/4 z  |          |             | 7      | 1887       | D n2       | ehem. 51–57; wie Südbahn 35d, geliefert von der Lokomotivfabrik der StEG                                      |      |
| 208–213  | G 4/4 z  | 25.01    | Т 0-4-014   | 6      | 1891       | D n2       | ehem. 58–63; geliefert von der Hanomag                                                                        |      |
| 251–254  | G 4/4 c  | 25.02    | Т 0-4-014   | 4      | 1896–1899  | D n2v      | ehem. 64–67; ähnlich preuß. G 72                                                                              |      |
| 250      | G 4/5 c  | 29.01    | Т 1-2+2-014 | 1      | 1900       | (1’B)B n4v | ehem. 68; Gelenklokomotive Bauart Mallet, von Maffei auf der Weltausstellung 1900 ausgestellt, 1901 angekauft |      |
| 320–372  | G 4/4 c  | 26.01–38 | Т 0-4-014   | 53     | 1901–1909  | D n2v      | ehem. 71–94 (ältere); anfangs kurzzeitig als Serie K bezeichnet                                               |      |
| 255–259  | G 4/4 c  | 25.03–04 | Т 0-4-014   | 5      | 1905       | D n2v      | ehem. 42–46; ähnlich preuß. G 72                                                                              |      |
| 501–587  | G 5/5 c  | 28.01–83 | Т 0-5-014   | 87     | 1909–1925  | E n2v      | 1939–1960 ca. 60 Stck. mit Überhitzern ausgerüstet und auf Zwillingstriebwerk umgebaut                        |      |
| 701–718  | G 4/5 c  | 27.01–17 | Т 1-4-014   | 18     | 1910       | 1’D n4v    | ab 1934 zum Teil mit Überhitzern ausgerüstet                                                                  |      |
|          |          | 24.01–20 |             | 20     | 1920–1922  | 1’D h2     | mit dem von 1941 bis 1944 annektierten Mazedonien zeitweise übernommene Lokomotiven der JDŽ-Reihe 26          |      |
|          |          | 20.01–08 | Т 1-4-115,5 | 8      | 1939       | 1’D1’ h2   | von der Mandschurei bestellt, 1942 übernommen                                                                 |      |

### Tenderlokomotiven
| Bahnnrn.    | Gattung  | Bahnnrn. | Gattung                       | Anzahl | Baujahr(e) | Bauart    | Bemerkungen | Bild |
| von 1908    | von 1908 | von 1936 | von 1936                      | Anzahl | Baujahr(e) | Bauart    | Bemerkungen | Bild |
| ----------- | -------- | -------- | ----------------------------- | ------ | ---------- | --------- | --- | ---- |
| 1920        | T 3/4 z  |          |                               | 1      | 1868       | C1’ n2t   | ehem. 314; 1888 mit der Russe-Warna Bahn übernommen                                                              |      |
| 1921–1922   | T 3/3 z  |          |                               | 2      | 1870–1873  | C n2t     | ehem. 6601 und 6605; ex MÁV XIIe (urspr. StEG II 601–605), zu unbekanntem Zeitpunkt angekauft                    |      |
| 1918–1919   | T 2/2 z  |          |                               | 2      | 1887–1889  | B n2t     | ehem. 1918 (Fabriknummer) und 1 TL; Baulokomotiven, geliefert von Hanomag                                        |      |
| 1002–1004   | T 3/3 z  | 47.01–03 | Т 0-3-014                     | 3      | 1897–1898  | C n2t     | ehem. 102–104; ähnlich pfälz. T 3                                                                                |      |
| 1005–1009   | T 3/3 z  | 47.04–08 | Т 0-3-014                     | 5      | 1900       | C n2t     | ehem. 105–109; wie bayer. D II, aus einer Lieferserie für die Königlich Bayerische Staatsbahn entnommen          |      |
| 1010–1020   | T 3/3 z  | 47.09–18 | Т 0-3-014                     | 11     | 1909       | C n2t     | modifizierter Nachbau der bayer. D II                                                                            |      |
| 2001–2045   | T 3/5 z  | 35.01–45 | ПТ 1-3-114 bzw. ПТ 1-3-115    | 45     | 1910–1921  | 1’C1’ n2t | |      |
| 3001–3025   | T 5/5 c  | 49.01–24 | Т 0-5-014,6 bzw. ТТ 0-5-015,3 | 25     | 1917       | E n2vt    | Trieb- und Laufwerk wie Serie 500                                                                                |      |
| 4001–4010   | T 6/6 c  | 45.01–10 | Т 0-6-017                     | 10     | 1922       | F n2vt    | nach dem Zweiten Weltkrieg vollständig mit Überhitzern ausgerüstet und auf Zwillingstriebwerk umgebaut           |      |
| 1021–1040   | T 3/3 z  | 47.19–38 | Т 0-3-015                     | 20     | 1925       | C n2t     | modernisierter Weiterbau der Serie 1000                                                                          |      |
| 1401–1403   | T 4/5 z  | 48.01–06 | Т 0-4-115                     | 6      | 1930–1949  | D1’ n2t   | 1401–1403 von Hanomag für des Kohlebergwerk Pernik geliefert, 1931 übernommen                                    |      |
| 3501–3508   | T 5/5 z  | 50.01–10 | Т 0-5-015                     | 10     | 1907–1913  | E h2t     | ex preuß. T 16; nach dem Ersten Weltkrieg in Bulgarien verblieben, 1931 angekauft und wieder in Betrieb genommen |      |
| 4.501–4.512 | T 6/9 z  | 46.01–12 | Т 1-6-217                     | 12     | 1931       | 1’F2’ h2t | bulgarische Einheitslok                                                                                          |      |
|             |          | 51.01–15 |                               | 15     | 1908–1922  | C n2t     | mit dem von 1941 bis 1944 annektierten Mazedonien zeitweise übernommene Lokomotiven der JDŽ-Reihe 61             |      |
|             |          | 46.13–20 | Т 1-6-218                     | 8      | 1943       | 1’F2’ h3t | bulgarische Einheitslok, Dreizylinder-Version der Baureihe 46                                                    |      |
|             |          | 36.01–10 | БТ 1-4-215,7                  | 10     | 1943       | 1’D2’ h3t | bulgarische Einheitslok                                                                                          |      |

### Schmalspurlokomotiven

#### Spurweite 760 mm
| Bahnnrn.    | Gattung  | Bahnnrn.    | Gattung   | Anzahl | Baujahr(e) | Bauart    | Bemerkungen                                                  | Bild |
| von 1908    | von 1908 | von 1936    | von 1936  | Anzahl | Baujahr(e) | Bauart    | Bemerkungen                                                  | Bild |
| ----------- | -------- | ----------- | --------- | ------ | ---------- | --------- | ------------------------------------------------------------ | ---- |
| 176–1076    | T 3/4 c  | 176–1076    | ПТ 0-3-19 | 10     | 1922       | C1’ n2vt  | geliefert von Rheinmetall                                    |      |
| 40076       | T 4/4 z  | 40076       | Т 0-4-05  | 1      | 1920       | D n2t     | geliefert von Henschel                                       |      |
| 50176–50476 | T 5/5 z  | 50176–50476 | Т 0-5-010 | 4      | 1927       | E h2t     | geliefert von ČKD                                            |      |
| 50576–50676 | T 5/5 z  | 50576–50676 | Т 0-5-09  | 2      | 1931       | E h2t     | geliefert von BMAG                                           |      |
|             |          | 60176–61576 | Т 1-5-110 | 15     | 1940, 1949 | 1’E1’ h2t | ähnlich DR-Baureihe 9973–76; geliefert von BMAG und Chrzanów |      |

#### Spurweite 600 mm
| Bahnnrn.    | Gattung  | Bahnnrn.     | Gattung   | Anzahl | Baujahr(e) | Bauart  | Bemerkungen                                                                | Bild |
| von 1908    | von 1908 | von 1936     | von 1936  | Anzahl | Baujahr(e) | Bauart  | Bemerkungen                                                                | Bild |
| ----------- | -------- | ------------ | --------- | ------ | ---------- | ------- | -------------------------------------------------------------------------- | ---- |
| 20160 ff.   |          | 20160 ff.    | Т 0-2-03  | min. 3 | ab 1906    | B n2t   | ex Deutsche Heeresfeldbahn; nach dem Ende des Ersten Weltkriegs übernommen |      |
| 30160 ff.   |          | 30160 ff.    | Т 0-3-03  | min. 9 | ab 1900    | C n2t   | ex Deutsche Heeresfeldbahn; nach dem Ende des Ersten Weltkriegs übernommen |      |
| 40160–49360 |          | 40160–49360  | Т 0-4-03  | 93     | 1914–1925  | D n2t   | ex Deutsche Heeresfeldbahn; nach dem Ende des Ersten Weltkriegs übernommen |      |
|             |          | 01.0160–0460 | ПТ 2-3-04 | 4      | 1917       | 2’C n2t | geliefert von Baldwin; 1942 mit der Bahn des Rila-Klosters übernommen      |      |

## Dieseltriebfahrzeuge

### Diesellokomotiven
| Baureihe | Hersteller                      | Anzahl  | Baujahr(e) | Bauart                   | Bemerkungen | Bild |
| -------- | ------------------------------- | ------- | ---------- | ------------------------ | --- | ---- |
| 04       | Simmering-Graz-Pauker           | 50      | 1962–1965  | B’B’ diesel-hydraulisch  | Serienbau der ÖBB 2020, bis 1965 als Дх 1 bezeichnet                                                                                        |      |
| 06       | Electroputere                   | 130     | 1966–1975  | Co’Co’ diesel-elektrisch | baugleich mit der CFR-Baureihe 060 DA |      |
| 07       | Lokomotivfabrik Woroschilowgrad | 90 (+1) | 1971–1977  | Co’Co’ diesel-elektrisch | baugleich mit der DR-Baureihe 131 (sowj. Typ ТЭ109); 07-91 aus den beiden angekauften ČSD-Lokomotiven T679.2001 und T679.2002 rekonstruiert |      |
| 51       | Ganz                            | 136     | 1965–1973  | Bo’Bo’ diesel-elektrisch | baugleich mit der MÁV-Baureihe M44; Gesamtzahl einschließlich der für Industrieunternehmen beschafften Lokomotiven                          |      |
| 52       | LEW Hennigsdorf                 | 293     | 1965–1983  | D diesel-hydraulisch     | baugleich mit der DR-Baureihe V 60; Gesamtzahl einschließlich der von der BDŽ für Industrieunternehmen beschafften Lokomotiven              |      |
| 55       | FAUR                            | 263     | 1969–1991  | B’B’ diesel-hydraulisch  | baugleich mit der CFR-Baureihe 040 DH; Gesamtzahl einschließlich der von der BDŽ für Industrieunternehmen beschafften Lokomotiven           |      |
| 61       | Klöckner-Humboldt-Deutz         | 6       | 1941       | B diesel-mechanisch      | ähnlich der V 16 100 der Deutschen Bundesbahn, bis 1965 Baureihe 55                                                                         |      |

### Dieseltriebwagen
| Baureihe | Hersteller | Anzahl | Baujahr(e) | Bauart                   | Bemerkungen                                       | Bild |
| -------- | ---------- | ------ | ---------- | ------------------------ | ------------------------------------------------- | ---- |
| 10       | Siemens    | 25     | 2005       | B’2’B’ diesel-mechanisch | zweiteiliger Triebwagenzug vom Typ Siemens Desiro |      |

### Schmalspurlokomotiven

#### Spurweite 760 mm
| Baureihe (bis 1988) | Baureihe (ab 1988) | Hersteller               | Anzahl | Baujahr(e) | Bauart                  | Bemerkungen                                                              | Bild |
| ------------------- | ------------------ | ------------------------ | ------ | ---------- | ----------------------- | ------------------------------------------------------------------------ | ---- |
| 75                  | 75                 | Henschel                 | 10     | 1965       | B’B’ diesel-hydraulisch | Henschel Werkstype DH 1100 BB                                            |      |
| 76                  | 76                 | FAUR                     | 15     | 1976–1977  | B’B’ diesel-hydraulisch | Modifizierter Nachbau der Baureihe 75                                    |      |
| —                   | 77                 | FAUR                     | 10     | 1988       | B’B’ diesel-hydraulisch | Verbesserter Weiterbau der Baureihe 76                                   |      |
| 91                  | —                  | LKM Babelsberg           | 2 (?)  | 1962       | C diesel-mechanisch     | LKM-Werkstype LKM V 10 C, 1970 von 600 mm auf 760 mm Spurweite umgespurt |      |
| 92                  | 80                 | Henschel                 | 1      | 1966       | C diesel-hydraulisch    |                                                                          |      |
| 94                  | 81                 | Maschinenfabrik Kambarka | 10     | 1982       | B’B’ diesel-hydraulisch | 4 der 10 Lokomotiven bei Industriebetrieben im Einsatz                   |      |

Diese Lokomotiven werden nur mehr auf der Rhodopenbahn von Septemwri nach Dobrinischte, Bulgariens einziger verbliebener Schmalspurbahn, eingesetzt.

### Schmalspurtriebwagen

#### Spurweite 760 mm
| Baureihe (bis 1965) | Baureihe (ab 1965) | Hersteller | Anzahl | Baujahr(e) | Bauart                 | Bemerkungen                     | Bild |
| ------------------- | ------------------ | ---------- | ------ | ---------- | ---------------------- | ------------------------------- | ---- |
| 05                  | 81                 | Ganz       | 3      | 1941       | B’B’ Diesel-mechanisch | urspr. Betriebsnummern 05.01–03 |      |
| 05                  | 82                 | Ganz       | 4      | 1952       | B’B’ Diesel-mechanisch | urspr. Betriebsnummern 05.04–07 |      |

## Elektrotriebfahrzeuge

### Elektrolokomotiven
| Baureihe        | Hersteller    | Anzahl | Baujahr(e) | Bauart | Bemerkungen | Bild |
| --------------- | ------------- | ------ | ---------- | ------ | --- | ---- |
| 41              | Škoda         | 41     | 1962–1963  | Bo’Bo’ | erste E-Lok der BDŽ, mehrfach nachgebessert                                                                              |      |
| 42.1            | Škoda         | 90     | 1966-?     | Bo’Bo’ | Fahrzeug ähnelt der ČSD-Baureihe S 489.0 bzw. der ČD-Baureihe 230                                                        |      |
| 43              | Škoda         | 56     | 1971       | Bo’Bo’ | |      |
| 44              | Škoda         | 89     | 1975       | Bo’Bo’ | wie Baureihe 43, aber mit elektrodynamischer Bremse                                                                      |      |
| 45              | Škoda         | 60     | 1982       | Bo’Bo’ | wie Baureihe 44, aber mit veränderter Getriebeübersetzung: nur noch 110 km/h Höchstgeschwindigkeit                       |      |
| 46/46.2         | Electroputere | 45     | 1986       | Co’Co’ | Die LE5100 sind die stärksten bei der BDŽ eingesetzten Lokomotiven. Identisch zur Baureihe 40 der Rumänischen Staatsbahn |      |
| 60 bis 1988: 70 | Škoda         | 4      | 1982–1985  | Bo+Bo  | zweigliedrige Rangierlokomotive, von einem Bergbautyp abgeleitet                                                         |      |
| 61              | Škoda         | 20     | 1994       | Bo’Bo’ | Lokomotive für Rangier- und leichten Zugdienst                                                                           |      |
| 1080            | Siemens       | 15     | 2020       | Bo’Bo’ | Siemens Smartron |      |

### Elektrotriebwagen
| Baureihe | Hersteller | Anzahl | Baujahr(e) | Bauart                  | Bemerkungen                                           | Bild |
| -------- | ---------- | ------ | ---------- | ----------------------- | ----------------------------------------------------- | ---- |
| 30       | Siemens    | 15     | 2007       | Bo’2’2’Bo’              | dreiteiliger Triebwagenzug vom Typ Desiro             |      |
| 31       | Siemens    | 10     | 2008       | Bo’2’2’2’Bo’            | vierteiliger Triebwagenzug vom Typ Desiro             |      |
| 32       | RVR Riga   | 79     | 1969–1979  | Bo’Bo’+2’2’+2’2’+Bo’Bo’ | vierteiliger Triebwagenzug des sowjetischen Typs ЭР25 |      |
| 33       | RVR Riga   | 6      | 1988–1991  | Bo’Bo’+2’2’+2’2’+Bo’Bo’ | verbesserte Ausführung der Baureihe 32                |      |